# هيلين غلوفر
هيلين غلوفر (بالإنجليزية: Helen Glover)‏ هي مجدفة بريطانية، ولدت في 17 يونيو 1986 في ترورو في المملكة المتحدة.

## وصلات خارجية
- هيلين غلوفر على موقع الاتحاد الدولي للتجديف (الإنجليزية)
- هيلين غلوفر على موقع اللجنة الأولمبية الدولية (الإنجليزية)
- هيلين غلوفر على موقع أوليمبيديا (الإنجليزية)
- هيلين غلوفر على موقع اللجنة الأولمبية البريطانية (الإنجليزية)